# 南陈屯镇
南陈屯镇，是中华人民共和国河北省沧州市运河区下辖的一个镇，原名南陈屯乡，2021年11月2日撤乡设镇。

## 行政区划
南陈屯镇下辖以下地区：
大季屯村、南陈屯村、王官屯村、北队村、姚庄子村、大和庄村、南队村、肖家园村、刘辛庄村、良官屯村、小屯村、王庄子村、陶庄子村、魏庄子村、十二户村、张庄子村、王辛庄村、小吴庄村、小朱庄村、大王庄村、小狄庄村、刘舒庄村、刘胖庄村、上河涯村、娘娘庙村、西屯村、西砖河村、肖庄子村、东屯村和官庄子村。